# جون باترسون بريان ماكسويل
جون باترسون بريان ماكسويل (بالإنجليزية: John Patterson Bryan Maxwell)‏ هو محامي وسياسي أمريكي، ولد في 3 سبتمبر 1804 في الولايات المتحدة، وتوفي في 14 نوفمبر 1845 في الولايات المتحدة. حزبياً، نشط في حزب اليمين. وقد انتخب عضو مجلس النواب الأمريكي.